# Jimlín
Jimlín település Csehországban, Lounyi járásban. Jimlín Postoloprty, Cítoliby, Lipno, Zbrašín, Louny, Líšťany és Opočno településekkel határos. Lakosainak száma 881 fő (2024. január 1.).

## Népesség
A település lakosságának változását az alábbi diagram mutatja:
| Lakosok száma | 797  | 959  | 1349 | 1210 | 928  | 722  | 874  | 872  | 876  | 881  |
|               | 1869 | 1890 | 1921 | 1950 | 1980 | 2001 | 2017 | 2019 | 2022 | 2024 |